# Dàng kòu
Dàng kòu è un film del 2008 diretto da Yu Lik-wai.
È stato presentato in concorso alla 65ª Mostra internazionale d'arte cinematografica di Venezia.

## Trama
Nel quartiere di Liberdade di San Paolo del Brasile è presente una delle più popolose comunità di immigrati asiatici. In quelle strade detta legge il mafioso cinese Yuda, i cui profitti fanno gola alla yakuza e alla polizia locale. Quando Yuda viene arrestato, il suo figlio adottivo Kirin ingaggia una lotta all'ultimo sangue per salvarlo.

## Riconoscimenti
- 2008 – Mostra internazionale d'arte cinematografica[1]
  - In concorso per il Leone d'oro